# Dirty Angels
Dirty Angels es una película de acción y suspenso estadounidense de 2024 dirigida por Martin Campbell, con un guion coescrito por Campbell, Alissa Sullivan Haggis y Jonas McCord. Está protagonizada por Eva Green, Maria Bakalova, Ruby Rose y Jojo T. Gibbs.
Se estrenó en cines y video bajo demanda el 13 de diciembre de 2024.

## Sinopsis
Durante la retirada de tropas estadounidenses de Afganistán, un grupo de mujeres soldados que representan un equipo de socorro médico es enviado de regreso para rescatar a un grupo de niñas secuestradas atrapadas entre ISIS y los talibanes.

## Reparto
- Eva Green como Jake
- Ruby Rose como Medic
- Maria Bakalova como The Bomb
- Rona-Lee Shimon como Mechanic
- Jojo T. Gibbs como Geek[1]
- Christopher Backus
- Zoha Rahman[2]
- Laëtitia Eido
- Edmund Kingsley
- Reza Brojerdi
- Claudia Roldan
- Kenan Taren
- Mayo Kurtz

## Producción
En septiembre de 2022, se anunció que Martin Campbell dirigiría la película, con Eva Green como protagonista. En noviembre, se informó que Ruby Rose, Maria Bakalova, Rona-Li Shimon y Jonica T. Gibbs se habían unido al elenco. Christopher Backus se unió al elenco de la película en diciembre.
La fotografía principal comenzó en diciembre de 2022 en Marruecos y los estudios cinematográficos Nu Boyana de Millennium Media en Salónica, Grecia, y concluyó en febrero de 2023.

## Estreno
Dirty Angels se estrenó en cines y video bajo demanda el 13 de diciembre de 2024.